# Sindrome di Miller
La sindrome di Miller, conosciuta anche come sindrome di Genée-Wiedemann, è una malattia genetica rara, dall'incidenza incerta, a trasmissione autosomica recessiva, che consiste in anomalie cranio-facciali, degli arti e degli occhi.

## Storia
La sindrome venne descritta la prima volta dai medici tedeschi Ekkert Genée e Hans-Rudolf Wiedemann, rispettivamente nel 1969 e nel 1975. Il primo riteneva che si trattasse della sindrome di Treacher Collins espressa a un livello fenotipico estremo (nominandola disostosi mandibolofacciale), mentre Wiedemann la descrisse come una malattia a sé stante. Ulteriori casi clinici vennero riportati da Wilderwanck, sempre nel 1975, e da Miller et al., nel 1979.

## Eziologia
La sindrome è causata da una mutazione del gene DHODH, deputato alla codifica dell'enzima diidroorotato deidrogenasi, che catalizza l'ossidazione ubichinone-mediata del diidroorotato in orotato, quarto step del processo di sintesi de novo delle pirimidine. Questo enzima è collocato nella porzione esterna della membrana mitocondriale interna. Il gene DHODH è situato sul braccio lungo del cromosoma 16, in corrispondenza del locus genico 16q22. La prima mutazione di questo gene documentata in biologia venne individuata da Morgan nel 1910 e riguarda il genoma della mosca Drosophila melanogaster; gli esemplari con questa mutazione genetica presentavano anomalie delle ali, delle zampe posteriori e un'oogenesi difettosa. La mutazione che causa la sindrome di Miller negli esseri umani è trasmessa in modo autosomico recessivo.

## Clinica

### Segni e sintomi
I segni clinici comprendono una marcata micrognazia (conseguenza dello scarso sviluppo delle ossa della mandibola), cheiloschisi o palatoschisi, ipoplasia o aplasia delle porzioni terminali degli arti, coloboma della palpebra e politelia. Ulteriori manifestazioni della sindrome possono essere: rime palpebrali ribassate, ipoplasia malare, malformazioni alle orecchie e l'allargamento anomalo del dorso nasale.
La sindrome può manifestarsi anche con altre condizioni anomale, come la presenza di vertebre in sovrannumero e/o segmentate in modo anomalo, difetti a carico delle costole, difetti cardiaci (pervietà del dotto di Botallo, difetto interventricolare e difetti del setto interatriale). Le anomalie a carico della gabbia toracica possono portare a infezioni croniche, in genere polmoniti. Si può inoltre riscontrare la presenza di una sola arteria ombelicale, agenesia del diaframma, ipoplasia del femore, difetti nel processo di ossificazione dell'ischio e del pube, lingua bilobata, ipoplasia polmonare (conseguente allo scarso sviluppo delle ossa del torace) e problemi renali.

### Diagnosi differenziale
La sindrome di Miller entra in diagnosi differenziale con la sindrome di Treacher Collins, con la sindrome di Nager (una forma di craniodisostosi pre-assiale) e con altre, rare forme di craniodisostosi su base genetica.